# Rūstā-ye Shahīd Beheshtī
Rūstā-ye Shahīd Beheshtī (persiska: كويِ شَهيد بِهِشتی, Kūy-e Shahīd Beheshtī, روستای شهید بهشتی) är en ort i Iran.   Den ligger i provinsen Chahar Mahal och Bakhtiari, i den centrala delen av landet, 400 km söder om huvudstaden Teheran. Rūstā-ye Shahīd Beheshtī ligger 2 293 meter över havet och antalet invånare är 247.
Terrängen runt Rūstā-ye Shahīd Beheshtī är kuperad åt nordost, men åt sydväst är den bergig. Runt Rūstā-ye Shahīd Beheshtī är det ganska glesbefolkat, med 42 invånare per kvadratkilometer. Närmaste större samhälle är Chelgard, 2,3 km nordväst om Rūstā-ye Shahīd Beheshtī. Trakten runt Rūstā-ye Shahīd Beheshtī består i huvudsak av gräsmarker.